# غائم مع احتمال سقوط كرات اللحم 2 (فلم)
غائم مع احتمال سقوط كرات اللحم 2 (بالإنجليزية: Cloudy with a Chance of Meatballs 2) فيلم رسوم متحركة ثلاثي الأبعاد يجمع بين الكوميديا والمغامرة ، وهو من إنتاج إستديو سوني بيكتشرز للرسوم المتحركة ومن توزيع شركة كولومبيا بيكتشرز، الفيلم من إخراج بيل هادر وآنا فاريس وجيمس كان واندي سامبيرج ونيل بارتيك هاريس وبنجامين برات وغيرهم من الممثلين المشهورين، وتم عرض الفيلم في 27 سبتمبر 2013.

## القصة
بعد العاصفة الغذائية الكارثية في الجزء الأول منه، اضطر فلينت (الممثل:بيل هادير) وأصدقائه إلى مغادرة المدينة، ويقبل فلينت دعوة من تشيستر (الممثل:ويل فورت) للانضمام إلى شركة لايف كورب، التي كُلفت بتنظيف الجزيرة. لكن بعد فترة من الوقت يكتشف فلينت أن جهازه لا يزال يعمل ويخلق وحوش غذائية متحولة، فيقرر هو وأصدقائه العودة لإنقاذ العالم في أجواء مليئة بالكثير من الإثارة والكوميديا.

## الأبطال
- بيل هادر: بدور فلينت لوكوود، المخترع
  - بريدجيت هوفمان: بدور فلينت لوكوود الصغير. وقد حل محل ماكس نويورث في الدور.
- آنا فاريس: بدور سامانثا «سام» سباركس، وهي متدربة في أحوال الطقس من مدينة نيويورك وصديقة فلينت
- جيمس كان: بدور تيم لوكوود، والد فلينت
- ويل فورت: بدور تشيستر ف، وهو عالم الشهير ومخترع، ورئيس لايف كورب
- كريستين شال: بدور شوكة
- تيري كروز: بدور الايرل لقب إنجليزي
- أندي سامبيرج: بدور برنت
- نيل باتريك هاريس: بدور ستيف
- بنجامين برات: بدور بدور ماني

## روابط خارجية
- مقالات تستعمل روابط فنية بلا صلة مع ويكي بيانات